# Oued Endja
Oued Endja è un comune dell'Algeria, situato nella provincia di Mila.